# Weltfriedensglocke (Berlin-Friedrichshain)

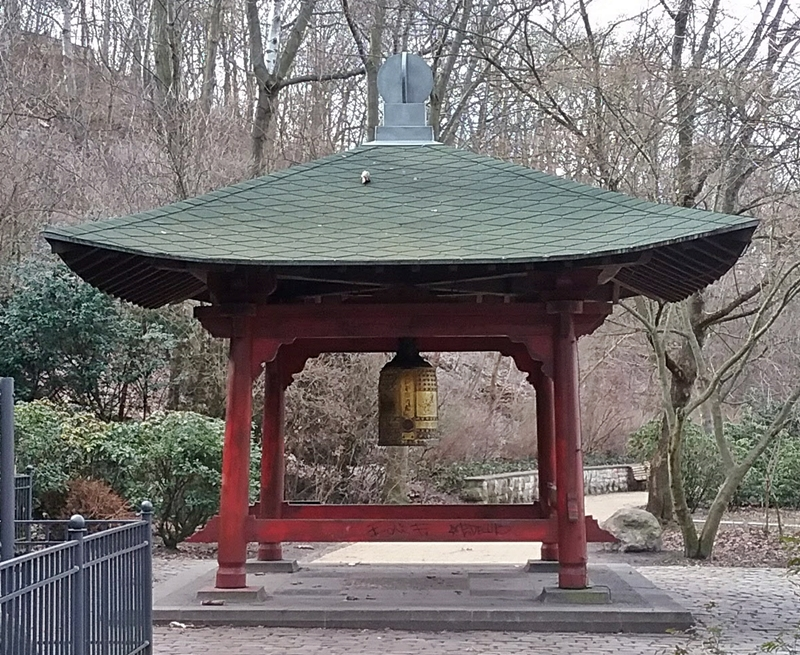
Weltfriedensglocke im Volkspark Friedrichshain

Die Weltfriedensglocke ist als eine der weltweit installierten Weltfriedensglocken eine große Glocke im Berliner Ortsteil Friedrichshain des Bezirks Friedrichshain-Kreuzberg, die den Wunsch nach Weltfrieden symbolisiert und im Volkspark Friedrichshain am Ufer des Großen Teichs steht.

## Beschreibung
Die Weltfriedensglocke ist ein Geschenk der Weltfriedensglockengesellschaft World Peace Bell Association. Nach japanischen Entwürfen wurde der Pavillon, in der die Glocke hängt, von deutschen Handwerkern hergestellt. Die Glocke ist einen Meter hoch, hat einen Durchmesser von 60 Zentimetern und ein Gewicht von 365 Kilogramm. Auf der Glocke steht die Inschrift Frieden auf Deutsch und Japanisch und sie wurde anlässlich des 50. Jahrestages des Beginns des Zweiten Weltkriegs am 1. September 1989 feierlich eingeweiht. 
Jedes Jahr am 6. August, dem Jahrestag des Atombombenabwurfes auf Hiroshima, führt der am 7. Oktober 1999 gegründete Friedensglockengesellschaft Berlin e.V. hier eine Gedenkveranstaltung durch. Im Juni 2012 entwendeten Kupferdiebe das Dach und die Spitzenkonstruktion des Pagodenpavillons, unter dem die Glocke hängt. Die Teile wurden ersetzt.
In der Nähe der Glocke befindet sich eine Tafel mit folgenden Text:

„Die Weltfriedensglocke / Diese Glocke ist ein Symbol für den Weltfrieden. Mehr als 100 Länder, die sich dem UN-Gedanken verpflichtet fühlen, spendeten Münzen, die dem Guss der Glocke beigegeben wurden. Stifterin ist die Weltfriedensglockengesellschaft in Tokio/Japan. In enger Zusammenarbeit mit den Vereinten Nationen will sie freundschaftliche Beziehungen zwischen den Staaten der Welt entwickeln und die internationale Zusammenarbeit fördern. Die Idee der Friedensglocken ging von einem Überlebenden der Atombom-benabwürfe auf Japan aus. Im Jahre 1954 wurde die erste Glocke auf dem Gelände der UN in New York errichtet. Bis 2004 erhielten 19 Städte in 16 Ländern solche Glocken. Sie werben über die Grenzen der Staaten und Kontinente hinweg für internationale Verständigung. Am 1. September 1989 fand anlässlich des 50. Jahrestages des Beginns des Zweiten Weltkrieges die feierliche Einweihung von zwei Weltfriedensglocken in Berlin und Warschau statt. Zu besonderen Anlässen wird die Glocke im Volkspark Friedrichshain geläutet. / Der Senat von Berlin“
Betrachter vermissen gelegentlich einen Klöppel. Diese Glocke wird mit einem langen Hartholzstab zum Schwingen gebracht.